# Princesa Aiko
La princesa Aiko de Toshi (敬宮愛子内親王, Toshi-no-miya Aiko Naishinnō) (Tòquio, 1 de desembre de 2001) és l'única filla de l'emperador Naruhito i l'emperadriu Masako del Japó.

## Nom
Trencant la tradició, el nom de la princesa va ser triat pels pares, en lloc de l'emperador. Va ser seleccionat de la clàusula 56 de Li Lou II, un dels ensenyaments del filòsof xinès Mencius. Aiko, el nom personal de la princesa, s'escriu amb el caràcters kanji per a "amor (愛)" i "nen (子)" i significa "persona que estima els altres".
La princesa també té el títol imperial de princesa Toshi (敬宮 toshi-no-miya), que significa "persona que respecta els altres".

## Vida
La princesa Aiko va començar la seva formació a la Llar d'infants Gakushuin el 3 d'abril de 2006. Va marxar del jardí d'infants el 15 de març de 2008.
En el seu vuitè aniversari, es va revelar que els seus interessos incloïen escriure caràcters kanji, la cal·ligrafia, saltar a corda, tocar el piano i el violí i escriure poesia. A principis de març de 2010, Aiko va començar a quedar-se a casa perquè no tenia bona relació amb els altres nens, ja que patia assetjament dels seus companys de l'escola. Aiko va tornar a l'escola de forma limitada el 2 de maig de 2010. Un oficial de palau va declarar que la princesa assistiria a un nombre limitat de classes acompanyada de la seva mare, i amb prèvia consulta d'un metge de la casa del príncep hereu.
El novembre de 2011, Aiko va ser hospitalitzada amb pneumònia. El 2014, es va matricular a l'escola de batxillerat per a noies Gakushuin. L'estiu de 2018, va realitzar el seu primer viatge en solitari a l'estranger per assistir a un programa d'estiu a l'Eton College del Regne Unit. Després de la seva tornada, va respondre amb confiança a les preguntes de la premsa i va assumir el paper de mestre de cerimònies per a l'actuació de l'equip de ball de l'escola.
Informes d'una font del palau sense nom pròxima a la família van informar que Aiko proporciona suport a la seva mare Masako en el seu nou paper d'emperadriu. El febrer de 2020 va ser acceptada a la Universitat Gakushuin, on s'especialitzarà en llengua i literatura japoneses.

## Successió al tron
La llei de la família imperial de 1947 abolí la noblesa japonesa; segons les disposicions d'aquesta llei, la família imperial es va simplificar als descendents de l'emperador Taishō. Les lleis de successió al Japó impedeixen la successió de les dones al Tron del Crisantem.

### Debat

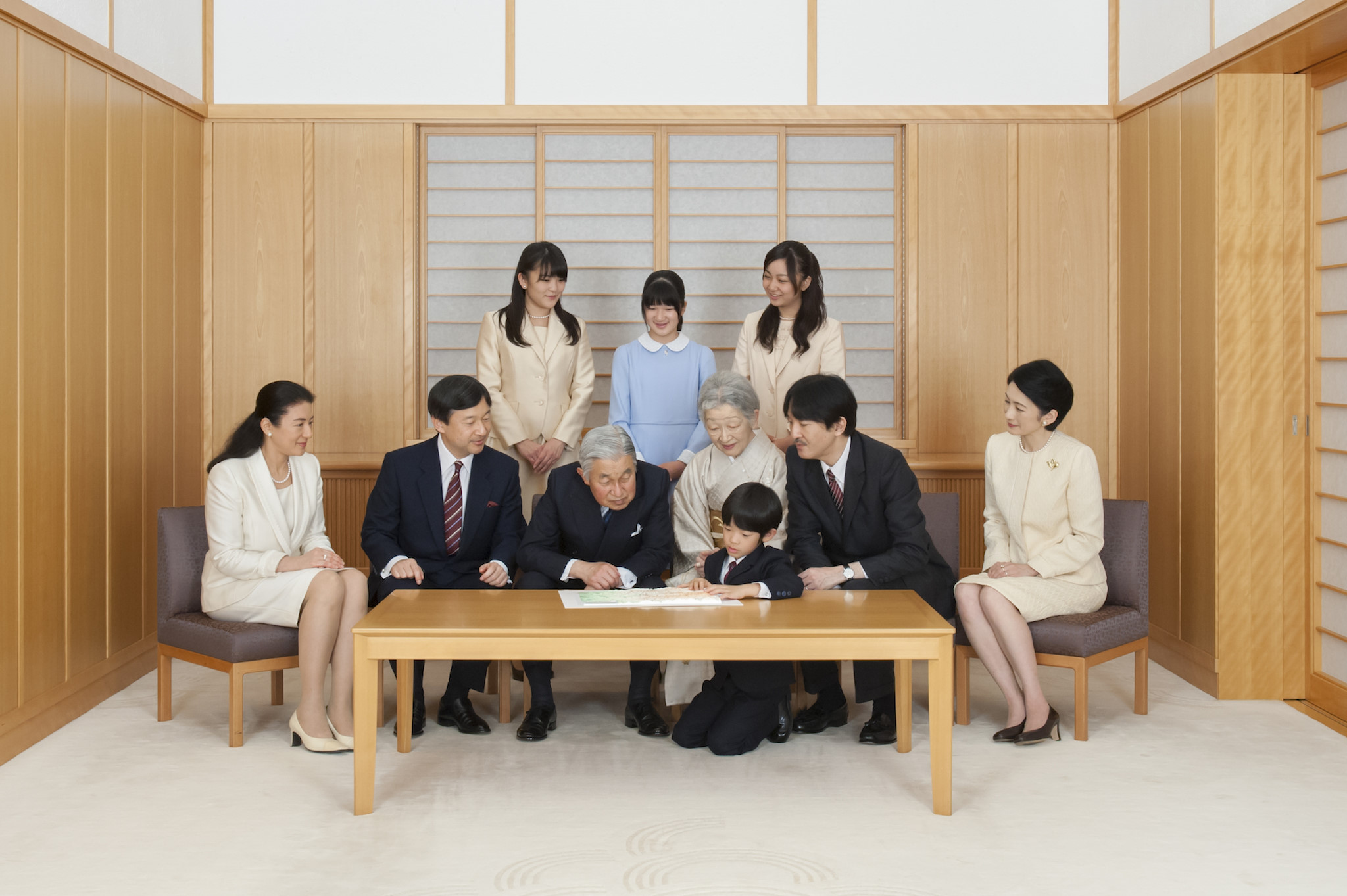
La família imperial japonesa el 2013. Dretes, d'esquerra a dreta: Princesa Kako, princesa Aiko, princesa Mako; asseguts, d'esquerra a dreta: princesa Masako, príncep hereu Naruhito, emperador Akihito, emperadriu Shōda, príncep Hisahito (de genolls), príncep Fumihito i princesa Kiko.

El naixement de la princesa Aiko va provocar un debat al Japó sobre si la Llei de la família imperial de 1947 hauria de canviar, cosa que permetria a una dona, com a primogènita, heretar el tron imperial per davant d'un germà petit o cosí masculí. Tot i que les cronologies imperials inclouen vuit emperadrius al llarg de la història japonesa, els seus successors sempre van ser seleccionats entre els membres de la línia sanguínia imperial paterna, és per això que alguns erudits conservadors defensen que els regnats de les dones eren temporals i que la tradició successora només masculina s'ha de mantenir al segle XXI.
Tot i que l'emperadriu Genmei va ser seguida al tron per la seva filla, l'emperadriu Genshō, la mateixa Genshō va ser succeïda pel fill del seu germà, mantenint el tron en la mateixa línia masculina; tant Genshō i Genmei, com totes les altres emperadrius regnants i emperadors, pertanyien a la mateixa patrilina. Un grup d'experts designat pel govern va presentar un informe el 25 d'octubre de 2005, recomanant que es modifiqués la llei de successió imperial per permetre la primogènia absoluta. El 20 de gener de 2006, el primer ministre Junichiro Koizumi va utilitzar part del seu discurs anual per a abordar la controvèrsia quan es va comprometre a presentar un projecte de llei al parlament que permetés a les dones succeir als emperadors al tron. Tanmateix Koizumi no va anunciar un calendari per a la introducció de la legislació ni va proporcionar detalls sobre el seu contingut, però va assenyalar que s'ajustaria a les conclusions del grup d'experts del 2005.

### Naixement d'Hisahito, cosi d'Aiko
Els plans per canviar la llei de successió imperial es van congelar després que al febrer del 2006 es comuniqués que el cunyat de Masako i la seva esposa, el príncep i la princesa Akishino, esperaven el seu tercer fill. El 6 de setembre de 2006, la princesa Akishino va donar a llum un nen, Hisahito, convertint-se virtualment en l'hereu imperial del Japó.

Genalogia de la família imperial japonesa.